# David Malouf
David George Joseph Malouf (Brisbane, 20 marzo 1934) è uno scrittore australiano vincitore di prestigiosissimi premi letterari, tra i quali il Neustadt International Prize for Literature, riconoscimento biennale conferito dall'Università dell'Oklahoma, nel 2000, e l'International IMPAC Dublin Literary Award, che è stato il primo a ricevere, nel 1996 per il romanzo Remembering Babylon (1993); inoltre è stato spesso selezionato per il più noto Booker Prize. Ha scritto, oltre ai romanzi storici, tre libretti d'opera, tra i quali uno per Voss del compositore connazionale Richard Meale, ispirata all'opera del Premio Nobel per la Letteratura Patrick White, rappresentata per la prima volta all'Adelaide Festival of Arts (Festival delle Arti di Adelaide), e per Baa Baa Black Sheep, tratto dal Libro della giungla di Rudyard Kipling, musicato dal britannico Michael Berkeley.

## Biografia
Nato a Brisbane, nell'Australia orientale, da padre cristiano libanese e da madre di origini portoghesi, si appassionò giovanissimo di Letteratura: all'età di dodici anni poteva vantare di aver letto noti capolavori della Letteratura britannica, e non solo, quali Cime tempestose di Emily Brontë, Casa desolata di Dickens e Notre-Dame de Paris del francese Victor Hugo (tutti romanzi romantici). Frequentò la Brisbane Grammar School e si laureò presso l'Università di Queensland nel 1955.
Divenne successivamente insegnante, ma fu costretto a dimettersi per accuse d'incompetenza; fu quindi assunto come professore presso l'Università di Sydney. In questi anni, ancora giovane, incontrò il connazionale giornalista e scrittore Lillian Roxon, del quale divenne subito amico. Ha vissuto, oltre che in Patria, in Inghilterra e in Italia (precisamente nella tranquilla e visitatissima Toscana), come del resto molti altri scrittori anglofoni.

## Opera, pensiero e riconoscimenti
Ha esordito come romanziere nel 1975 con Johnno, una specie di autobiografia, scritta con particolare minuzia nel ricordare l'infanzia, trascorsa durante la seconda guerra mondiale. Nel 2004 La Boite Theatre, la principale compagnia teatrale australiana, l'ha portata in scena ricevendo un discreto successo.
Nel 1982 ottiene, grazie al romanzo Fly Away Peter (successivamente illustrato da Mike Hollands) vince il Premio The Age Book of the Year, che l'anno dopo è vinto da Elizabeth Jolley, la maggiore scrittrice australiana del Novecento. Il romanzo, ambientato durante la prima guerra mondiale, ottiene un significativo successo e Malouf decide di continuare a scrivere opere storiche, come The Great World (Nel mondo grande) nel 1990, che racconta un po' entrambi i più gravi conflitti bellici del secolo scorso mediante la storia di due soldati australiani. Per quest'opera vince il Commonwealth Writers' Prize e, soprattutto, il più importante Prix Femina nel 1991, che gli garantisce un significativo successo anche in Europa. Il prestigioso premio letterario francese lo lega ad autori del calibro del sudafricano Premio Nobel John Maxwell Coetzee, all'israelita Amos Oz e all'italiano Erri De Luca, per citarne alcuni.
Remembering Babylon (Ricordando Babilonia) è certamente il suo romanzo più noto: in esso narra l'epopea di una piccola comunità di contadini, immigrati dalla Scozia in Oceania negli anni cinquanta del XIX secolo, che trascorre le giornate tra lavoro e famiglia, isolati dagli altri. Alcuni hanno notato che questi contadini ricordano più gli uomini del Novecento, smarriti e chiusi nel proprio egoismo, e da ciò hanno tratto un elogio di Malouf, che non sarebbe quindi solo un semplice autore di romanzi storici! In questa storia compaiono anche gli indigeni australiani, con i quali specialmente il giovane protagonista riesce a convivere, comprendendone la semplicità d'animo e la purezza dello spirito. Per esso ha vinto l'International IMPAC Dublin Literary Award.
Nel 2007 la raccolta di brevi racconti Every move you make vince il Premio The Age Book of the Year e il Queensland Premier's Literary Awards (e con esso venticinquemila dollari). In Australia è stata particolarmente apprezzata dal critico Peter Craven, che ne ha tessuto un lungo elogio, soffermandosi sulla descrizione dell'unitario e uniculturale mondo inglese, che comunque è un puzzle di Nazioni simili, ma non uguali.

### Elenco delle opere

#### Romanzi
- Johnno (1975)
- Una vita immaginaria (An Imaginary Life) (1978) - edizione italiana: Frassinelli, 2001
- Vola via (Fly Away Peter) (1982) - Frassinelli, 2004
- Harland's Half Acre (1984)
- Nel mondo grande (The Great World) (1990) - Frassinelli, 2000
- Ritorno a Babilonia (Remembering Babylon) (1993) - Anabasi, 1993
- Conversazioni a Curlow Creek (The Conversations At Curlow Creek) (1996) - Frassinelli, 1998
- Untold Tales (1999)
- Io sono Achille (Ransom) (2009) - Frassinelli, 2010

#### Raccolte di racconti brevi
- Antipodes (1983)
- La materia dei sogni (Dream Stuff) (2000) - Frassinelli, 2002
- Verso mezzanotte (Every Move You Make) (2006) - Frassinelli, 2008
- The Complete Stories (2007)

#### Raccolte poetiche
- Bicycle and Other Poems (1970)
- Neighbours in a Thicket: Poems (1974)
- Poems 1975-76 (1976)
- Wild Lemons: Poems (1980)
- Selected Poems 1959-1989 (1994)
- Typewriter Music (2007)
- Guide to the Perplexed and Other Poems (2007)
- Revolving Days (2008)